# 4190 Kvasnica
4190 Kvasnica је астероид главног астероидног појаса чија средња удаљеност од Сунца износи 2,612 астрономских јединица (АЈ).
Апсолутна магнитуда астероида је 12,8.